# Міттельгервігсдорф
Міттельгервігсдорф (нім. Mittelherwigsdorf) — громада в Німеччині, розташована в землі Саксонія. Входить до складу району Герліц.
Площа — 36,48 км2. Населення становить 3582 ос. (станом на 31 грудня 2020).